# Hamptjärnen (Nora socken, Ångermanland)
Hamptjärnen är en sjö i Kramfors kommun i Ångermanland och ingår i Nätraån-Ångermanälvens kustområde.